# Blue Sky (Colorado)
Blue Sky es un lugar designado por el censo ubicado en el condado de Morgan en el estado estadounidense de Colorado. En el Censo de 2010 tenía una población de 24 habitantes y una densidad poblacional de 257,4 personas por km².

## Geografía
Blue Sky se encuentra ubicado en las coordenadas 40°18′0″N 103°48′20″O / 40.30000, -103.80556. Según la Oficina del Censo de los Estados Unidos, Blue Sky tiene una superficie total de 0.09 km², de la cual 0.09 km² corresponden a tierra firme y (0%) 0 km² es agua.

## Demografía
Según el censo de 2010, había 24 personas residiendo en Blue Sky. La densidad de población era de 257,4 hab./km². De los 24 habitantes, Blue Sky estaba compuesto por el 58.33% blancos, el 0% eran afroamericanos, el 12.5% eran amerindios, el 16.67% eran asiáticos, el 0% eran isleños del Pacífico, el 0% eran de otras razas y el 12.5% pertenecían a dos o más razas. Del total de la población el 20.83% eran hispanos o latinos de cualquier raza.